# Casa Manent (la Pobla de Mafumet)
Casa Manent és una obra del municipi de la Pobla de Mafumet (Tarragonès) protegida com a bé cultural d'interès local.

## Descripció
De l'antiga casa Manent només es conserva la porta principal, feta amb arc de mig punt adovellat. La resta de l'edifici ha estat enderrocat i substituït per una edificació moderna.

## Història
L'antiga casa Manent, dels Manent de Perafort, és actualment propietat dels Gavaldà. Segons la tradició popular la casa havia pertangut als moros i tenia en una de les portes de l'interior un escut d'armes. A la façana encara es conserva inscrita la data 1723, potser corresponent a alguna restauració.
La casa constava de planta baixa i pis, formada per tres crugies. Els seus murs eren de maçoneria, però conserva integrats carreus ben escairats disposats principalment als angles i formant part de les obertures.
La planta baixa presentava la porta principal, feta amb arc de mig punt adovellat (única part que es conserva en l'actualitat), una porta petita i una finestra allindanades i dues finestretes petites. El pis presentava tres finestres, una corresponent a cada cos.
La coberta estava composta de diversos trams, donat que cada crugia constava d'una teulada independent i disposades en nivells diferents.